# Speleonaut
Speleonaut – nach den griechischen Wörtern für Höhle und Seefahrer – nannte der Höhlentaucher Jochen Hasenmayer sein Miniatur-U-Boot, das er nach einem Tauchunfall 1989 von seinem Freund Konrad Gehringer bauen ließ, um weiterhin beispielsweise die Tiefen des Blautopfs erforschen zu können. Das Fahrzeug ist 72 Zentimeter breit und mit Motoren in alle Richtungen manövrierbar. Es ist damit das erste U-Boot, das speziell zur Erforschung von Höhlen konzipiert wurde.
Hasenmayer zufolge beträgt die getestete Tauchtiefe im Bodensee 105 Meter, die konstruktive Grenze um 180 Meter. Der erste Einsatz erfolgte 1996.